# 대사리버스정류장
대사리버스정류장은 충청북도 괴산군 괴산읍 대사리에 위치한 대한민국의 시외버스터미널이다. 1층 건물로 구성되어 있으며 차부상회에서 승차권매표업무를 담당한다.
대사리버스정류장은 괴산에서 동서울,강남가는 노선은 승차및 하차가 불가능하며 괴산에서 청주가는 노선만 구간승차및 하차가 가능하다.

## 운행 노선
괴산-증평-청주